# 1089 Tama
1089 Tama è un asteroide della fascia principale del diametro medio di circa 12,92 km. Scoperto nel 1927, presenta un'orbita caratterizzata da un semiasse maggiore pari a 2,2136499 au e da un'eccentricità di 0,1274037, inclinata di 3,72672° rispetto all'eclittica.
L'asteroide è dedicato all'omonimo fiume, che scorre nei pressi dell'Osservatorio astronomico nazionale del Giappone.
Nel 2004 ne è stata scoperta la probabile natura binaria, senza tuttavia assegnare un nome pur provvisorio al satellite. Il satellite, di circa 7,33 km, orbiterebbe a 20,7 (± 1,3) km in circa 16,44 ore.